# 四川对囊蕨
四川对囊蕨（学名：Deparia sichuanensis），也称四川蛾眉蕨，为蹄盖蕨科对囊蕨属下的一种植物。其种加词“sichuanensis”意为“四川的”。